# Růžodol (Litvínov)
Růžodol (německy Rosenthal) je zaniklá vesnice v okrese Most v Ústeckém kraji. Nacházela se asi 4,5 kilometru severně od starého města Mostu na březích Bílého potoka. Osada zanikla kvůli těžbě hnědého uhlí v letech 1956–1959.

## Název
Český název Růžodol vznikl prostým překladem původního německého jména Rosenthal (tj. údolí (šípkových) růží, růžové údolí). V historických pramenech se jméno vsi objevuje ve tvarech: Rosental (1333), Rozental (1492), Ruzmital (1509), w Rozmitale (1523), Rosenthal (1787), Rosenthal (1846) a Růžodol u Mostu (okolo roku 1900).

## Historie
První písemná zmínka o Růžodole pochází z roku 1333, kdy byl součástí panství hradu Kostomlaty. V roce 1492 vlastnil Růžodol Jindřich Krynes z Červeného Dvora, který jej v roce 1509 postoupil svému synovi Dominikovi. 

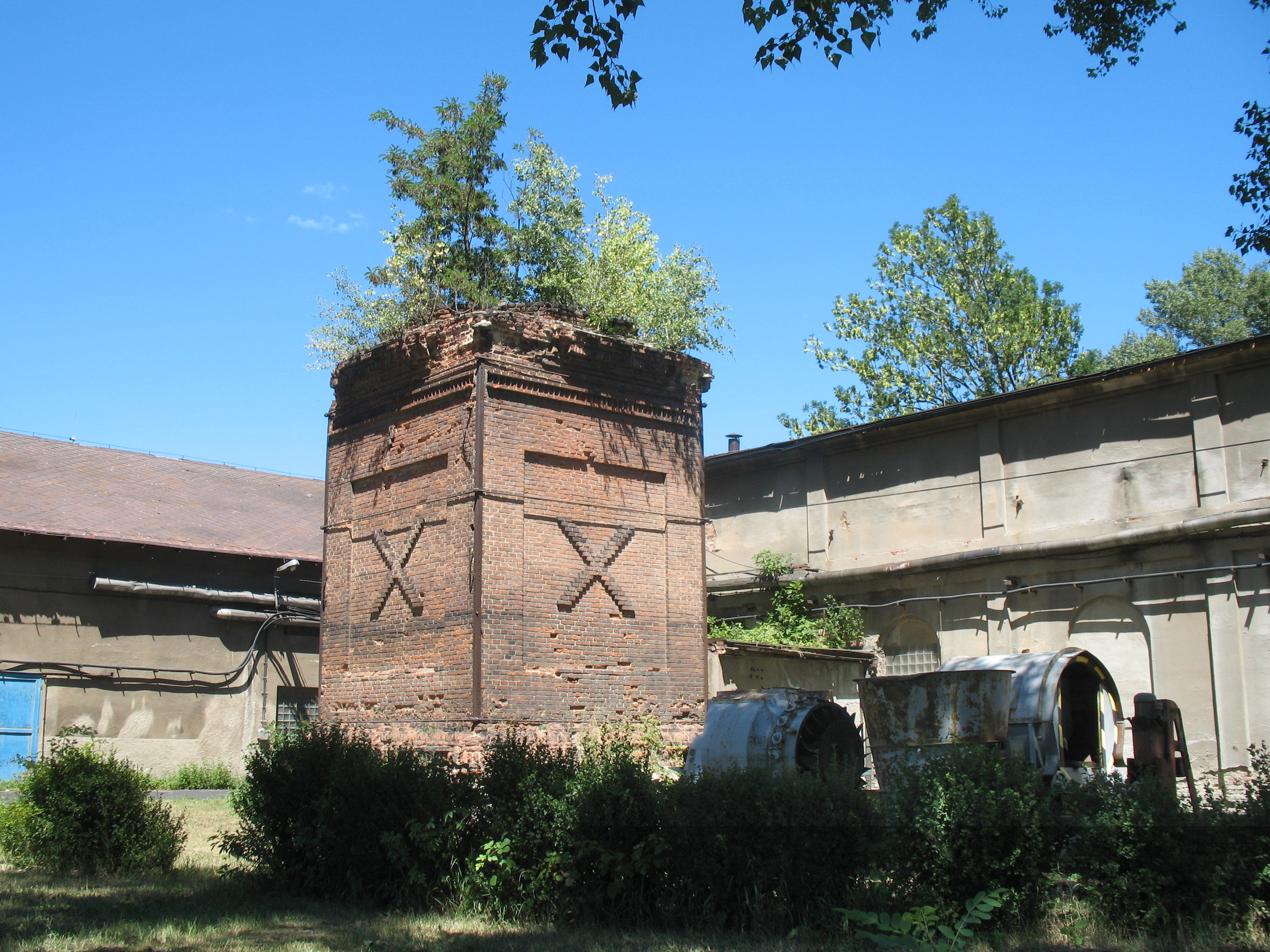
Podkrušnohorské technické muzeum (bývalý důl Julius III) na území zaniklé obce

V majetku tohoto rodu zůstala ves až do roku 1563, kdy ji bratři Štěpán a Hanuš prodali spolu s nedalekým dvorem zvaným Stoppelhof městu Mostu. Město ves začlenilo do svého panství Kopisty, ve kterém zůstala až do roku 1848. Poté se Růžodol stal na následujících 100 let osadou obce Kopisty. V roce 1949 byla osada připojena k Dolnímu Litvínovu a stala se součástí spojeného Litvínova.
Obyvatelstvo se živilo zemědělstvím a rybníkářstvím. Mezi Růžodolem a Kopisty bylo vybudováno několik rybníků. V roce 1713 byl u Růžodolu na Bílém potoce mlýn se stoupou a valchou. Z poloviny 18. století jsou známy dva mlýny. 
Ve druhé polovině 19. století vzniklo v okolí několik dolů (1880 důl Viktoria, 1890 důl Habsburg přejmenovaný roku 1919 na Minerva), což znamenalo změnu obživy obyvatel a rychlý nárůst jejich počtu.
V roce 1833 byla v Růžodole postavena kaple Nejsvětější Trojice.
Růžodol byl zbořen kvůli těžbě hnědého uhlí v letech 1956–1959. Areál bývalého dolu Julius III dnes slouží jako Podkrušnohorské technické muzeum.

## Obyvatelstvo
Při sčítání lidu v roce 1921 ve vsi žilo 1 272 obyvatel (z toho 655 mužů), z nichž bylo 943 Čechoslováků, 318 Němců a jedenáct cizinců. Převládali lidé bez vyznání (819), druhou velkou skupinou byli římští katolíci (444 lidí), po jednom příslušníkovi měly evangelické církve a církev izraelská a sedm lidí se hlásilo k církvi československé. Podle sčítání lidu z roku 1930 měla vesnice 1 172 obyvatel: 828 Čechoslováků, 338 Němců a šest cizinců. Počet římských katolíků klesl na 392, 770 lidí bylo bez vyznání, evangelíci byli čtyři a šest lidí patřilo k československé církvi.
|                                                                           | 1869 | 1880 | 1890 | 1900 | 1910  | 1921  | 1930  | 1950  | 1961 | 1970 | 1980 | 1991 | 2001 | 2011 |
| ------------------------------------------------------------------------- | ---- | ---- | ---- | ---- | ----- | ----- | ----- | ----- | ---- | ---- | ---- | ---- | ---- | ---- |
| Obyvatelé                                                                 | 111  | 126  | 211  | 923  | 1 079 | 1 272 | 1 172 | 1 267 | .    | .    | .    | .    | 0    | 0    |
| Domy                                                                      | 21   | 23   | 31   | 63   | 72    | 66    | 78    | 57    | .    | .    | .    | .    | 0    | 0    |
| Data z let 1961–1991 jsou zahrnuta v údajích místní části Horní Litvínov. |      |      |      |      |       |       |       |       |      |      |      |      |      |      |